# Die Welt des Schalls
Die Welt des Schalls war im Jahr 1973 eine Sendereihe des WDR-Fernsehens von und mit Jean Pütz.

## Konzept der Sendung
In dieser Sendereihe wurde der Schall als physikalisches Phänomen dargestellt, angefangen von physikalischen, physiologischen und emotionalen Aspekten bis hin zu mathematischen und künstlerischen Elementen der Musik. Berichtet wurde auch über den Ultraschall mit den sich damals entwickelnden technischen Möglichkeiten, insbesondere der zerstörungsfreien Untersuchung von Materialien bis hin zur medizinischen Diagnose. Zu der siebenteiligen Sendung erschien ein Begleitbuch mit folgender Gliederung:
1. Grundlagen der Akustik
2. Musik physikalisch gesehen
3. Menschliche Sprache einmal anders
4. Von der Schallplatte zur Hifi-Wiedergabe
5. Lärm, das Trauma der Hörenden
6. Ultraschall-Technik und -Anwendung
7. Störungen sind vermeidbar

## Begleitbuch
- Jean Pütz (Hrsg.): Hifi, Ultraschall und Lärm. Die Welt des Schalls. Verlagsgesellschaft Schulfernsehen, 1973, ISBN 3-8025-1024-0.